# Pont Morland
Pont Morland je silniční most v Paříži, který vede přes přístav Bassin de l'Arsenal.

## Lokace
Most vede přes zdymadlo mezi přístavem Bassin de l'Arsenal a řekou Seinou na pravém břehu. Most spojuje Boulevard Morland ve 4. obvodu a nábřeží Quai de la Rapée ve 12. obvodu.

## Historie
Most byl postaven v roce 1879.

## Popis
Most slouží k silniční dopravě. Má jeden oblouk, je 50 metrů dlouhý a 14 metrů široký.